# Katherine Routledge
Katherine Maria Routledge, rodným jménem Pease, (11. srpna 1866 – 13. prosince 1935) byla britská archeoložka. Byla prvním vědcem, který se pokusil provést systematický archeologický průzkum Velikonočního ostrova.

## Životopis

### Mládí
Katherine Routledge byla druhým dítětem Kate a Gurney Peasových, zámožných kvakerských manželů z Darlingtonu. Vystudovala historii v Somerville Hall (dnes Somerville College v Oxfordu). Po druhé búrské válce odcestovala do Jižní Afriky. Roku 1906 s vdala za Williama Scoresby Routledge. Oba pak žili po jistou dobu mezi Kikuji, které pak popsala ve své knize With A Prehistoric People.

### Expedice Mana – výprava na Velikonoční ostrov

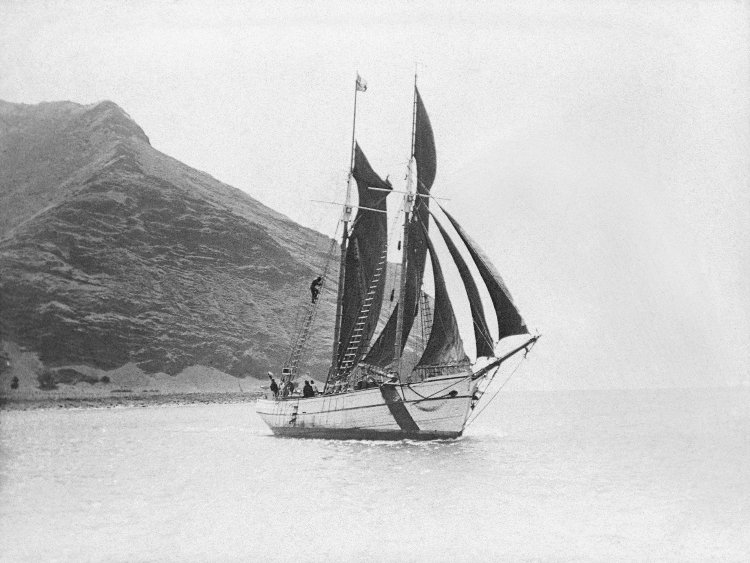
Škuner Mana u Velikonočního ostrova, 1914

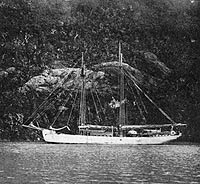
Škuner Mana ještě jednou, 1914

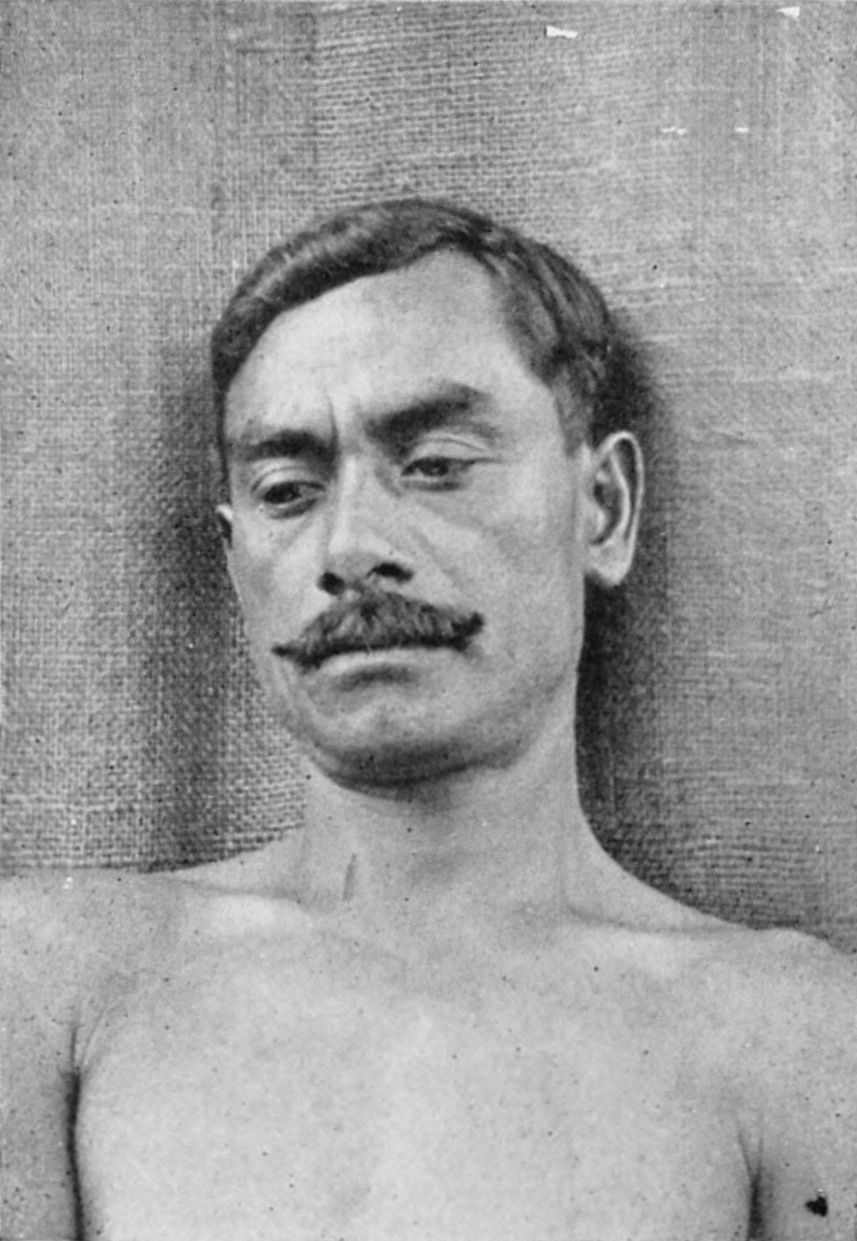
Juan Tepano, spolupracovník Katherine Routledge na Velikonočním ostrově

Roku 1910 se rozhodla zorganizovat archeologickou expedici na Velikonoční ostrov. Ve spolupráci se společenstvím British Association for the Advancement of Science, Britským muzeem a společností Royal Geographical Society zajistila na tu dobu moderní škuner jménem Mana, najala posádku a důstojníky z Royal Navy. Mana byla spuštěna a vodu 25. března 1913 z Falmouthu.

Výprava dorazila na ostrov 29. března 1914. Na ostrově založila dva tábory. První v oblasti Mataveri a druhý u lomu v Rano Raraku. Vedle těchto oblastí prozkoumala také rituální vesnici Orongo (Velikonoční ostrov) a okolí pláže Anakena.
S pomocí talentovaného domorodce Juana Tepano, Routledge provedla katalogizaci soch Moai a plošin Ahu, na kterých sochy původně stály. Provedla vykopávky více než třiceti soch, navštívila kolonii malomocných, nacházející se severně od Hanga Roa a zaznamenala množství legend a ústního vyprávění včetně kultu Hotu Matua – létajícího muže. Zaznamenávala jména domorodých kmenů a jejich území a také údaje o záhadném písmu Rongorongo.
Jedním z jejich objevů byla kulturní souvislost mezi staviteli soch a polynéským obyvatelstvem žijícím v době expedice na ostrově. Obrazy vytesané na zádech soch, které vykopala, měly shodné prvky s vytetovanými obrazy na zádech nejstarších ostrovanů, žijících v kolonii malomocných. Protože tradice tetování byla na ostrově potlačena misionáři v osmdesátých letech 19. století, nebyla již tato spojitost doložena v pozdějších expedicích a expedice Katherine Routledge o ní jako jediná přinesla svědectví.

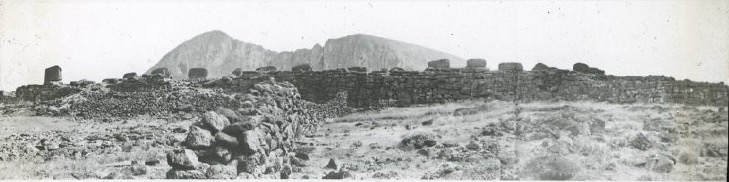
Panorama Ahu Tongariki vyfocené během výpravy Katherine Routledge na Velikonoční ostrov roku 1914

Během pobytu výpravy na ostrově k němu připluly vojenské lodě Německé východoasijské eskadry, pancéřové křižníky SMS Scharnhorst a SMS Gneisenau a lehké křižníky SMS Dresden, SMS Leipzig a SMS Emden. Expedice své hlavní objevy před Němci ukryla.
Expedice opustila ostrov v srpnu 1915 a vrátila se domů cestou přes ostrov Pitcairn a San Francisco. Po návratu Routledge publikovala roku 1919 své poznatky v cestopise The Mystery of Easter Island. Stovky předmětů, která Routledge a její manžel na ostrově nalezli jsou dnes uloženy v muzeu Pitt Rivers Museum, zatímco písemné záznamy z expedice jsou uloženy v Královské zeměpisné společnosti v Londýně. Většina jejich vědeckých závěrů je dodnes akceptována.

### Duševní nemoc a smrt
Od raného dětství trpěla Routledge paranoidní schizofrenií. Měla sluchové halucinace. V biografii Jo Anne van Tilburgové je zmínka, že i Harold Pease, bratr Katherine, trpěl duševní nemocí, ale není zřejmé, zda i u něho šlo o schizofrenii. Po roce 1925 se její nemoc zhoršila. Během nemoci ukryla řadu svých poznámek z výzkumu, které později nalezl její manžel a daroval je Královské zeměpisné společnosti. Roku 1929 byla umístěna do ústavu pro mentálně postižené, kde roku 1935 zemřela.
Jeden ze správců její pozůstalosti nalezl deset let po její smrti její fotografie z Velikonočního ostrova. Mapy expedice byly nalezeny na Kypru roku 1961. Rodinné dokumenty a fotografie a údaje o její nemoci, do té doby nezveřejněné, byly publikovány v jejím životopise.